# Mariana-szigeteki réce
A Mariana-szigeteki réce (Anas oustaleti) a madarak osztályának lúdalakúak (Anseriformes) rendjébe és a récefélék (Anatidae) családjába tartozó, kihalt faj.
Tudományos nevét Émile Oustalet (1844-1905), francia zoológus tiszteletére kapta.

## Rendszerezés
Besorolása vitatott egyes rendszerbesorolások szerint a tőkés réce (Anas platyrhunchos) vagy a szürke réce (Anas superciliosa) alfaja, vagy hibridje volt.

## Előfordulása
1981-ben látták utoljára a Csendes-óceáni Északi-Mariana-szigeteken levő hazájában.

## Megjelenése
Testhossza 23 centiméter. Csőre narancssárga volt, pettyes barna tollazatot viselt.